# William Foster (évêque)
Pour les articles homonymes, voir William Foster (homonymie) et Foster.
William Foster (3 juillet 1744 - novembre 1797) est un évêque de l'Église d'Irlande.

## Biographie
Il est le fils cadet d'Anthony Foster (en), baron en chef de l'Échiquier d'Irlande, et de sa première épouse Elizabeth Burgh. Il est le frère cadet de John Foster (1er baron Oriel). Il est aumônier de la Chambre des communes irlandaise (1780-1789), puis successivement évêque de Cork et Ross (1789-1790), Évêque de Kilmore (1790–1796) et évêque de Clogher (1796–1797) .

## Famille

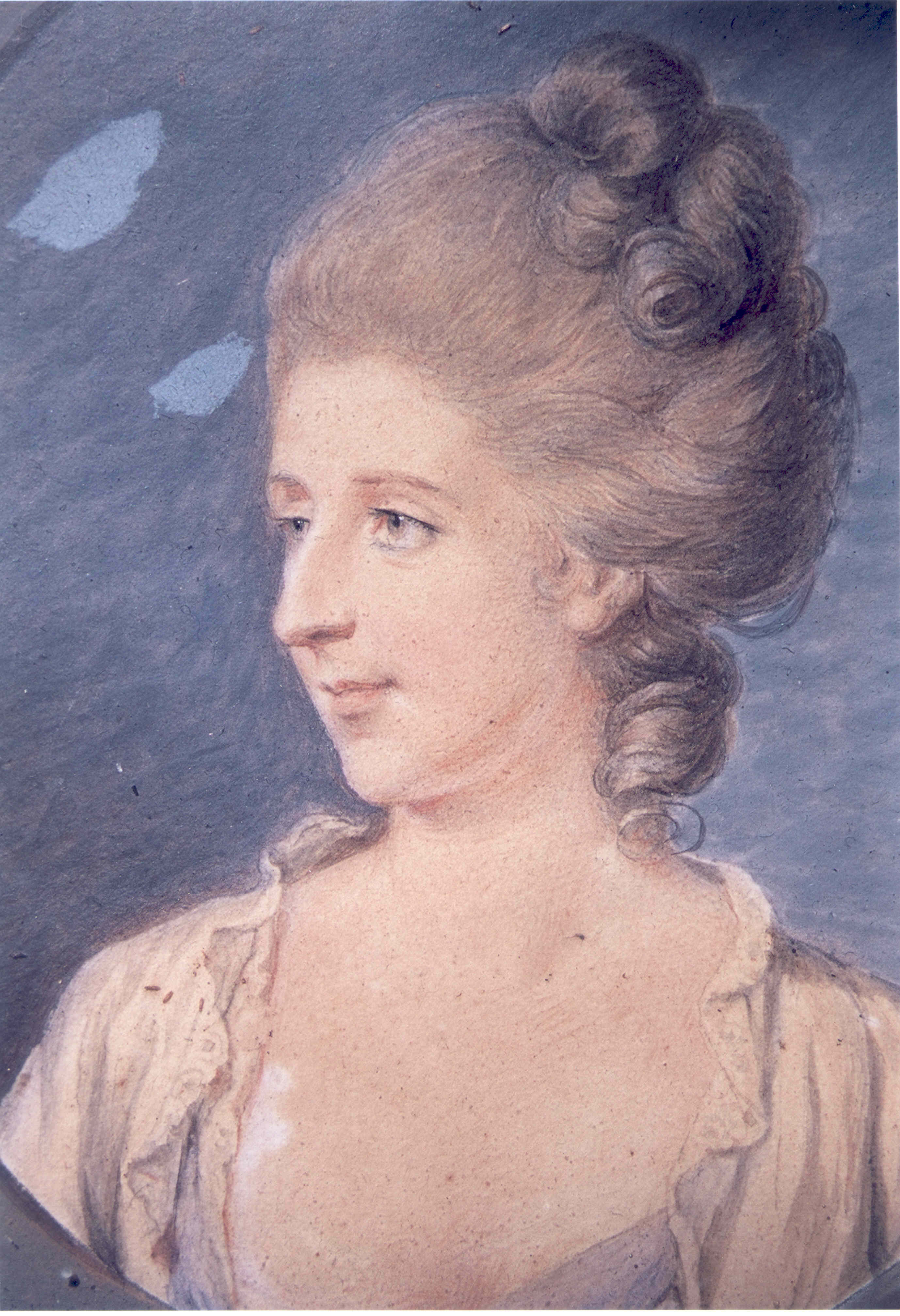
Catherina-Letitia, Mme. William Foster (décédé en 1814) (attribué à Hugh Douglas Hamilton).

Il épouse Catharina-Letitia (décédée le 23 novembre 1814) fille de Henry Leslie (1719-1803)). Ils ont deux fils, dont John Leslie Foster (en), et cinq filles. Il est le beau-père de Jérôme de Salis (4e comte de Salis-Soglio) (en). Il est grand-père de Sir William Stawell (en), William Fane De Salis (en) et John Warren (3e baron de Tabley).